# Divenire
 (octobre 2020).
Albums de Ludovico Einaudi
Sotto falso nome
(2004) Live in Berlin
(2007)
Divenire est un album du compositeur et pianiste italien Ludovico Einaudi, enregistré en 2006.

## Historique
L'album est paru le 27 octobre 2006 en Italie. Enregistré la même année à Liverpool au Royal Philharmonic Hall (2, 6 et 12), à Longiano au Teatro Petrella, ainsi qu'un extrait live enregistré à Pesaro (4) en 2005,. 
Une seconde édition du 7 novembre 2006 intègre un bonus track (13) également téléchargeable. Une troisième édition en 2 CD, est paru le 5 novembre 2007, avec 3 remixes en CD bonus ou téléchargeables sur le site officiel. 
- le titre 4 (Andare) est un enregistrement live pour piano, loops et violoncelle (improvisation de Marco Decimo), de mai 2005, réalisé à Pesaro.
- les titres 3, 7 et 11 sont pour piano solo
- les titres 1, 5, 8, 10 et 13 (bonus) sont pour piano, loops et synthétiseur
- le titre 9 (Fly) est écrit pour piano, synthétiseur et guitare électrique
- les titres 2, 6 et 12 sont pour piano et orchestre (Royal Liverpool Philharmonic Orchestra, dirigé par Robert Ziegler)

## Première édition(27 octobre 2006)
1. Uno – (3:47)
2. Divenire (To Become) – (6:46)
3. Monday – (5:55)
4. Andare – (6:57) (live)
5. Rose – (4:16)
6. Primavera – (7:22)
7. Oltremare (Ultramarine) – (11:00)
8. L'origine nascosta (The Hidden Source) – (3:11)
9. Fly – (4:38)
10. Ascolta – (4:48)
11. Ritornare – (8:52)
12. Svanire – (7:19)

## Seconde édition(7 novembre 2006)
1. Uno – (3:47)
2. Divenire – (6:46)
3. Monday – (5:55)
4. Andare – (6:57) (live)
5. Rose – (4:16)
6. Primavera – (7:22)
7. Oltremare – (11:00)
8. L'origine nascosta – (3:11)
9. Fly – (4:38)
10. Ascolta – (4:48)
11. Ritornare – (8:52)
12. Svanire – (7:19)
13. Luce – (7:07) (CD ou iTunes)

## Special Edition(5 novembre 2007)
CD 1
1. Uno – (3:47)
2. Divenire – (6:46)
3. Monday – (5:55)
4. Andare – (6:57) (live)
5. Rose – (4:16)
6. Primavera – (7:22)
7. Oltremare – (11:00)
8. L'origine nascosta – (3:11)
9. Fly – (4:38)
10. Ascolta – (4:48)
11. Ritornare – (8:52)
12. Svanire – (7:19)

CD 2 (ou iTunes)
1. Uno (Mercan Dede remix) – (4:07)
2. Andare (Robert Lippok remix) – (5:19)
3. Divenire (Carsten Nicolai aka Alva Noto remix) – (6:28)